# 伯爾納鐸
格萊福的聖伯爾納鐸（法語：St. Bernard de Clairvaux，1090年—1153年8月20日，天主教譯为聖伯尔納多），天主教熙篤會隱修士，格萊福隱修院創院院長，修道改革運動的傑出領袖，被尊為中世紀神祕主義之父，也是極其出色的靈修文學作家。

## 生平
聖伯爾納鐸出生於第戎附近的一個法蘭西貴族家庭。他受教宗額我略七世和克呂尼修道院革新運動的影響，受過三藝制教育（文法、修辭學與邏輯學）。他本是有志從軍，但19歲那一年母親去世，為遵從母親遺志，於22歲（1112年），帶著三十位親友進入位於熙篤荒僻河谷中的熙篤會修院，成為修士。這是一所極為嚴格和熱誠的修道院。三年後他即受委任為格萊福隱修院明的院長。
他有著極大的感染力，引領自己曾為公爵的父親與兩位兄弟捨棄家財一同修道。當時有這樣的一句話「做母親的把兒子藏起來、做妻子的把丈夫藏起來、朋友把朋友藏起來」，免得他們受感化去做修道士。他擁有優美的人格，口才很好，擅長講道與寫作，會寫神學論文以及美妙的詩歌。他以優秀的口才與文才，高舉教宗與聖母，終止教會的分裂。明谷的第一間修道院是他建立的，他以修道院長的身分影響了整個歐洲。他是中世紀第一個偉大的神秘主義者，也是苦修的簡樸生活與個人靈修運動的領導人。他強調天主之愛，並相信基督徒要愛天主才能認識天主。而人類對物質的貪戀可以藉著祈禱與自律而改變成為對基督的熱愛。聖伯爾納鐸雖然是一位出世的修士，但對於當時的政治也並非不聞不問。他在1130年介入了選擇新教宗的爭論，他堅決支持教宗必須擁有高尚的道德生活，並且不厭其煩地嘗試說服所有的歐洲人與他站在同一立場。他促成國王路易七世與封建臣民的和解、為聖殿騎士團制定規章、譴責亞伯拉德的經院理性主義，甚至發起了第二次十字軍。
聖伯爾納鐸最終精力耗竭而逝世，享年62歲。他在1174年1月18日被教宗歷山三世冊封為聖人，1830年被教宗庇護八世授予「教會聖師」的名銜。

## 神學觀點
聖伯爾納鐸並不贊同純粹循理性之路親近天主，他強調必須要愛與知識並重。他將愛分為四種層次：（1）為自己而愛人，（2）為自己而愛天主，（3）為天主而愛天主，（4）為天主而愛人。愛的最高境界完全是上主自己的工作，是上主主動更新人，使人成聖。他認為天主與人之間愛的聯合，並非源於理智上的聯合，也不是神性與人性本質上的聯合，而是人在意志上完全順從天主的聯合。
聖伯爾納鐸與亞伯拉德爭論三位一體，實際分歧為對抗辯證法態度。他依循熙篤會的教規，認為祈禱與沉思才是精神追求，辯證法則奢華。他譴責亞伯拉德以邏輯解釋三一神的存在與本質。他認為每一個本質、形式、屬性、至善、智慧、美德和力量，都是真正的天主。他同意使用不同的概念稱呼天主，但不允許進一步解釋。他明白解釋需要區別意義，必須使用辯證法。他沒有完全排斥理性，但對於世俗知識中冷靜、無情的理性感到不滿意。他相信只有融合了熱愛上帝的情感的理性，才能進行神秘的思辯，透過認識耶穌而達到。

## 主保教堂
- 浴场圣伯尔纳铎堂

## 外部連結
- 雅歌讲道集（圣伯納德著）
- 论谦虚与骄傲的等级(圣伯纳多著)
- 论圣宠与自由意志(圣伯纳多著)